# Cerdale floridana
Cerdale floridana är en fiskart som beskrevs av Longley, 1934. Cerdale floridana ingår i släktet Cerdale och familjen Microdesmidae. Inga underarter finns listade i Catalogue of Life.